# Isle of Man TT 1965
De Isle of Man TT 1965 was de vijfde Grand Prix van het wereldkampioenschap wegrace-seizoen 1965. De races werden verreden van 14 tot en met 18 juni op het eiland Man. Alle klassen kwamen aan de start.

## Senior TT
Vrijdag 18 juni, zes ronden (364 km)
In de Senior TT, die onder natte omstandigheden werd verreden, had Mike Hailwood, die zijn 24e race op de Mountain Course reed, een enorm voordeel op debutant Giacomo Agostini. Na de eerste ronde leidde Hailwood al met 25 seconden en in de tweede ronde viel Ago er bij Sarah's Cottage af waardoor hij uitviel. In de derde ronde viel Hailwood op dezelfde plaats, maar hij kon met een paar ferme trappen zijn motorfiets weer enigszins rijdbaar maken. Hij moest echter een pitstop van 70 seconden maken omdat zijn stroomlijnkuip kapot was, zijn uitlaten waren platgedrukt en zijn stuur krom was. Toch wist hij nog te winnen vóór Joe Dunphy (Norton) en Mike Duff (Matchless), maar het was de langzaamste winnende tijd in zes jaar.

### Uitslag Senior TT
| Pos | Coureur            | Merk      | Tijd      | Pnt |
| --- | ------------------ | --------- | --------- | --- |
| 1   | Mike Hailwood      | MV Agusta | 2:28"09'0 | 8   |
| 2   | Joe Dunphy         | Norton    | 2:30"28'8 | 6   |
| 3   | Mike Duff          | Matchless | 2:34"12'0 | 4   |
| 4   | Ian Burne          | Norton    | 2:35"01'6 | 3   |
| 5   | Selwyn Griffiths   | Matchless | 2:36"08'6 | 2   |
| 6   | Billy McCosh       | Matchless | 2:36"19'4 | 1   |
| 7   | Alan Dugdale       | Norton    | 2:37"19'6 |     |
| 8   | Gyula Marsovszky   | Matchless | 2:37"25'4 |     |
| 9   | Jack Ahearn        | Norton    | 2:38"23'4 |     |
| 10  | Jack Findlay       | Matchless | 2:40"10'6 |     |
| 11  | Dave Croxford      | Matchless | 2:40"42'8 |     |
| 12  | Billie Nelson      | Norton    | 2:40"51'6 |     |
| 13  | Gordon Keith       | Norton    | 2:41"46'0 |     |
| 14  | Tony Willmott      | Norton    | 2:42"33'8 |     |
| 15  | Derek Lee          | Matchless | 2:43"28'6 |     |
| 16  | Hans-Otto Butenuth | BMW       | 2:45"09'4 |     |
| 17  | Carl Ward          | Norton    | 2:45"15'2 |     |
| 18  | Dan Shorey         | Norton    | 2:45"23'8 |     |
| 19  | John Simmonds      | Norton    | 2:45"33'2 |     |
| 20  | Robert Haldane     | Matchless | 2:46"10'2 |     |

### Niet gefinisht
| Coureur          | Merk      | Oorzaak |
| ---------------- | --------- | ------- |
| Eduard Lenz      | Norton    |         |
| Eric Hinton      | Norton    |         |
| Bill Ivy         | Matchless |         |
| Bill Smith       | Matchless |         |
| Chris Conn       | Norton    |         |
| Derek Minter     | Norton    |         |
| Derek Woodman    | Matchless |         |
| John Cooper      | Norton    |         |
| Stuart Graham    | Matchless |         |
| Syd Mizen        | Matchless |         |
| Giacomo Agostini | MV Agusta | Val     |
| Bosse Granath    | Matchless |         |
| Paddy Driver     | Matchless |         |

### Niet deelgenomen
| Coureur            | Merk       | Oorzaak |
| ------------------ | ---------- | ------- |
| David Lloyd        | Norton     | [ 1 ]   |
| Kenneth King       | Norton     | [ 1 ]   |
| Roger Beaumont     | Norton     | [ 1 ]   |
| František Šťastný  | Jawa       |         |
| Walter Scheimann   | Norton     | [ 2 ]   |
| Jouko Ryhänen      | Matchless  |         |
| Dick Creith        | Norton     | [ 3 ]   |
| Fred Stevens       | Matchless  |         |
| Lewis Young        | Matchless  |         |
| Rob Fitton         | Norton     |         |
| Giuseppe Mandolini | Moto Guzzi | [ 4 ]   |
| Buddy Parriott     | Norton     | [ 1 ]   |
| Ed LaBelle         | Norton     | [ 1 ]   |

### Top tien tussenstand 500cc-klasse
| Pos | Coureur          | Merk               | Pnt |
| --- | ---------------- | ------------------ | --- |
| 1   | Mike Hailwood    | MV Agusta          | 24  |
| 2   | Giacomo Agostini | MV Agusta          | 6   |
| 2   | Buddy Parriott   | Norton             | 6   |
| 2   | Joe Dunphy       | Norton             | 6   |
| 5   | Roger Beaumont   | Norton             | 4   |
| 5   | Walter Scheimann | Norton             | 4   |
| 5   | Mike Duff        | Matchless          | 4   |
| 8   | Jack Findlay     | McIntyre-Matchless | 3   |
| 8   | Kenneth King     | Norton             | 3   |
| 8   | Ian Burne        | Norton             | 3   |

## Junior TT
Woensdag 16 juni, zes ronden (364 km)
Tijdens de Junior TT was Jim Redman uit op zijn derde overwinning op rij, maar Hailwood wist in de openingsronde met de nieuwe MV driecilinder een gat van 20 seconden te slaan. Daarna maakte hij een lange pitstop, waardoor Redman de leiding kon overnemen. De MV Agusta van Hailwood stopte er bij Sarah's Cottage mee in de vierde ronde, waardoor Redman onbedreigd won. Phil Read werd met de licht opgeboorde 250cc-Yamaha RD 56 tweede en Giacomo Agostini pakte de derde plaats nadat ook Derek Woodman met de MZ in de laatste ronde was uitgevallen.
| Pos | Coureur          | Merk      | Tijd      | Pnt |
| --- | ---------------- | --------- | --------- | --- |
| 1   | Jim Redman       | Honda     | 2:14"52'2 | 8   |
| 2   | Phil Read        | Yamaha    | 2:16"44'4 | 6   |
| 3   | Giacomo Agostini | MV Agusta | 2:17"53'4 | 4   |
| 4   | Bruce Beale      | Honda     | 2:25"37'2 | 3   |
| 5   | Griff Jenkins    | Norton    | 2:26"41'4 | 2   |
| 6   | Gilberto Milani  | Aermacchi | 2:26"52'4 | 1   |
| 7   | Chris Conn       | Norton    | 2:26"57'6 |     |
| 8   | Brian Setchell   | Aermacchi | 2:27"30'2 |     |
| 9   | Joe Dunphy       | Norton    | 2:28"52'0 |     |
| 10  | Bill Smith       | AJS       | 2:29"41'0 |     |
| 11  | Alan Hunter      | AJS       | 2:30"43'4 |     |
| 12  | Syd Mizen        | AJS       | 2:30"52'0 |     |
| 13  | Ron Chandler     | AJS       | 2:31"25'6 |     |
| 14  | Tommy Robb       | AJS       | 2:31"46'4 |     |
| 15  | Roly Capner      | AJS       | 2:32"06'0 |     |
| 16  | Dan Shorey       | Norton    | 2:32"11'4 |     |
| 17  | Stuart Graham    | AJS       | 2:32"25'4 |     |
| 18  | T. Holdsworth    | AJS       | 2:32"48'0 |     |
| 19  | Selwyn Griffiths | AJS       | 2:32"52'2 |     |
| 20  | Alan Dugdale     | Norton    | 2:32"56'5 |     |
| 22  | Billie Nelson    | Norton    | 2:33"39'6 |     |
| 24  | Gyula Marsovszky | AJS       | 2:35"12'4 |     |
| 46  | Tony Rutter      | Norton    | 2:43"44'4 |     |

| Coureur           | Merk           | Oorzaak |
| ----------------- | -------------- | ------- |
| Eric Hinton       | Norton         |         |
| Jack Findlay      | AJS            |         |
| Mike Duff         | AJS            |         |
| František Šťastný | Jawa           |         |
| Gustav Havel      | Jawa           |         |
| Bill Ivy          | AJS            |         |
| Billy McCosh      | AJS            |         |
| Derek Minter      | Hallets-Norton |         |
| Derek Woodman     | MZ             |         |
| Fred Stevens      | AJS            |         |
| John Cooper       | Norton         |         |
| Mike Hailwood     | MV Agusta      |         |
| Alberto Pagani    | Aermacchi      |         |
| Renzo Pasolini    | Aermacchi      |         |
| Tarquinio Provini | Benelli        |         |
| Ian Burne         | AJS            |         |
| Paddy Driver      | AJS            |         |

| Coureur             | Merk    | Oorzaak |
| ------------------- | ------- | ------- |
| František Boček     | Jawa    |         |
| Lewis Young         | AJS     |         |
| Silvio Grassetti    | Bianchi |         |
| Isamu Kasuya        | Honda   |         |
| Isao Yamashita      | Honda   |         |
| Agne Carlsson       | AJS     |         |
| Endel Kiisa         | Vostok  |         |
| Nikolaj Sevast'ânov | Vostok  |         |

### Top tien tussenstand 350cc-klasse
| Pos | Coureur          | Merk      | Pnt |
| --- | ---------------- | --------- | --- |
| 1   | Giacomo Agostini | MV Agusta | 12  |
| 2   | Jim Redman       | Honda     | 8   |
| 3   | Mike Hailwood    | MV Agusta | 6   |
| 3   | Phil Read        | Yamaha    | 6   |
| 5   | Gustav Havel     | Jawa      | 4   |
| 6   | Bruce Beale      | Honda     | 3   |
| 6   | Renzo Pasolini   | Aermacchi | 3   |
| 8   | Griff Jenkins    | Norton    | 2   |
| 8   | Endel Kiisa      | Vostok    | 2   |
| 10  | Paddy Driver     | AJS       | 1   |
| 10  | Gilberto Milani  | Aermacchi | 1   |

## Lightweight 250 TT
Maandag 14 juni, zes ronden (364 km)
Hoewel Phil Read met de Yamaha RD 56 de eerste ronde boven 100 mijl per uur op de Mountain Course op Man reed, was hij uiteindelijk kansloos tegen Jim Redman met de 250cc-Honda 3RC 164 zescilinder. In de tweede ronde reed Redman een nieuw ronderecord van 100,09 mijl per uur en Read's Yamaha ging stuk in de Mountain Box. Mike Duff joeg achter Redman aan, maar kwam niet verder dan de tweede plaats, vóór Frank Perris (Suzuki RZ 65). Voor Redman was het zijn derde Lightweight 250 cc TT overwinning op rij. Voor Read was de ramp te overzien: hij had al vier GP's gewonnen en Redman scoorde hier pas zijn eerste punten.
| Pos | Coureur             | Merk      | Tijd      | Pnt |
| --- | ------------------- | --------- | --------- | --- |
| 1   | Jim Redman          | Honda     | 2:19"45'8 | 8   |
| 2   | Mike Duff           | Yamaha    | 2:23"26'4 | 6   |
| 3   | Frank Perris        | Suzuki    | 2:24"32'0 | 4   |
| 4   | Tarquinio Provini   | Benelli   | 2:25"10'0 | 3   |
| 5   | František Šťastný   | Jawa      | 2:30"22'2 | 2   |
| 6   | David Williams      | Mondial   | 2:33"58'0 | 1   |
| 7   | Gilberto Milani     | Aermacchi | 2:35"28'8 |     |
| 8   | Brian Setchell      | Aermacchi | 2:38"12'4 |     |
| 9   | Derek Minter        | Cotton    | 2:41"06'0 |     |
| 10  | Jack Findlay        | DMW       | 2:41"58'2 |     |
| 11  | Dieter Krumpholz    | MZ        | 2:43"59'0 |     |
| 12  | Chris Conn          | Cotton    | 2:46"37'4 |     |
| 13  | C. Hunt             | Aermacchi | 2:51"04'0 |     |
| 14  | Lee Allen           | Bultaco   | 2:51"32'0 |     |
| 15  | Chris Goosen        | Bultaco   | 2:53"01'8 |     |
| 16  | George Plenderleith | Honda     | 2:55"29'2 |     |
| 17  | Carl Ward           | Aermacchi | 2:56"12'0 |     |
| 18  | Dave Croxword       | NSU       | 2:57"09'4 |     |
| 19  | L. Evans            | LE-BSA    | 2:57"49'4 |     |
| 20  | S. Mellsop          | Yamaha    | 2:57"53'2 |     |
| 22  | Hans-Otto Butenuth  | NSU       | 3:04"32'2 |     |

| Coureur          | Merk          | Oorzaak |
| ---------------- | ------------- | ------- |
| Barry Smith      | Bultaco       |         |
| Gyula Marsovszky | Bultaco       |         |
| Heinz Rosner     | MZ            |         |
| Bill Ivy         | Yamaha        |         |
| Dave Simmonds    | Honda         |         |
| Derek Woodman    | MZ            |         |
| John Cooper      | Greeves       |         |
| Percy Tait       | Royal Enfield |         |
| Phil Read        | Yamaha        |         |
| Rex Avery        | Bultaco       |         |
| Syd Mizen        | Greeves       |         |
| Tommy Robb       | Bultaco       |         |
| Alberto Pagani   | Aermacchi     |         |
| Renzo Pasolini   | Aermacchi     |         |
| Bruce Beale      | Honda         |         |
| Ian Burne        | Bultaco       |         |

| Coureur             | Merk      | Oorzaak   |
| ------------------- | --------- | --------- |
| Kevin Cass          | Cotton    |           |
| Günter Beer         | Honda     |           |
| José Maria Busquets | Montesa   |           |
| Ramón Torras        | Bultaco   | Overleden |
| Alain Barbaroux     | Aermacchi |           |
| Jean-Claude Guénard | Bultaco   |           |
| Bob Coulter         | Bultaco   |           |
| Mike Hailwood       | Honda     | [ 6 ]     |
| Ralph Bryans        | Honda     |           |
| Giuseppe Visenzi    | Aermacchi |           |
| Remo Venturi        | Benelli   |           |
| Silvio Grassetti    | Morini    |           |
| Gosuke Yamashita    | Honda     |           |
| Hiroshi Hasegawa    | Yamaha    |           |
| Isamu Kasuya        | Honda     |           |
| Yoshimi Katayama    | Suzuki    |           |
| Ginger Molloy       | Bultaco   |           |
| John Buckner        | Yamaha    | [ 1 ]     |

### Top tien tussenstand 250cc-klasse
| Pos | Coureur             | Merk      | Pnt |
| --- | ------------------- | --------- | --- |
| 1   | Phil Read           | Yamaha    | 32  |
| 2   | Mike Duff           | Yamaha    | 22  |
| 3   | Ramón Torras        | Bultaco   | 10  |
| 4   | Jim Redman          | Honda     | 8   |
| 5   | Frank Perris        | Suzuki    | 7   |
| 6   | Bruce Beale         | Honda     | 6   |
| 7   | Silvio Grassetti    | Morini    | 4   |
| 7   | Barry Smith         | Bultaco   | 4   |
| 9   | Giuseppe Visenzi    | Aermacchi | 3   |
| 9   | Derek Woodman       | MZ        | 3   |
| 9   | Jean-Claude Guénard | Bultaco   | 3   |
| 9   | Tarquinio Provini   | Benelli   | 3   |

## Lightweight 125 TT
Woensdag 16 juni, drie ronden (182 km)
Tijdens de Lightweight 125 cc TT kwam er eindelijk een nieuwe 125cc-Honda, de 4RC 146, die echter weinig verschilde van zijn voorganger. Hij liep eigenlijk nooit goed en kende voortdurend problemen met de carburatie en de ontsteking. Toch werd Luigi Taveri er tweede mee. Dit was de beste klassering van de 125cc-Honda in het hele seizoen. Suzuki deed het hier slecht, maar nu verscheen Yamaha voor het eerst met de watergekoelde versie van de RA 97 en Phil Read pakte er de winst mee. Zijn teamgenoot Mike Duff werd derde, in de laatste ronde gepasseerd door de steeds sneller rijdende Taveri. Hugh Anderson moest zich tevreden stellen met de vijfde plaats, achter Derek Woodman, maar bleef ruim aan de leiding van het wereldkampioenschap.
| Pos | Coureur        | Merk    | Tijd      | Pnt |
| --- | -------------- | ------- | --------- | --- |
| 1   | Phil Read      | Yamaha  | 1:12"02'6 | 8   |
| 2   | Luigi Taveri   | Honda   | 1:12"08'4 | 6   |
| 3   | Mike Duff      | Yamaha  | 1:12"23'6 | 4   |
| 4   | Derek Woodman  | MZ      | 1:13"40'8 | 3   |
| 5   | Hugh Anderson  | Suzuki  | 1:14"08'0 | 2   |
| 6   | Ralph Bryans   | Honda   | 1:14"44'0 | 1   |
| 7   | Bill Ivy       | Yamaha  | 1:15"01'4 |     |
| 8   | Ernst Degner   | Suzuki  | 1:21"15'8 |     |
| 9   | Kevin Cass     | Bultaco | 1:22"51'0 |     |
| 10  | Ian Burne      | Bultaco | 1:22"57'0 |     |
| 11  | Tommy Robb     | Bultaco | 1:23"06'4 |     |
| 12  | Gary Dickinson | Honda   | 1:23"18'0 |     |
| 13  | L. Geeson      | Honda   | 1:24"29'2 |     |
| 14  | Jim Curry      | Honda   | 1:24"56'4 |     |
| 15  | Eddy Johnson   | Honda   | 1:25"06'0 |     |
| 16  | George Gibson  | Bultaco | 1:25"36'2 |     |
| 17  | Steve Murray   | Honda   | 1:26"08'4 |     |
| 18  | J. Chapman     | Honda   | 1:26"53'6 |     |
| 19  | Charlie Mates  | Honda   | 1:27"34'0 |     |
| 20  | Bosse Granath  | MZ      | 1:27"52'0 |     |

| Coureur          | Merk   | Oorzaak |
| ---------------- | ------ | ------- |
| Frank Perris     | Suzuki |         |
| Klaus Enderlein  | MZ     |         |
| Rex Avery        | EMC    |         |
| Yoshimi Katayama | Suzuki |         |
| Bruce Beale      | Honda  |         |

| Coureur              | Merk        | Oorzaak   |
| -------------------- | ----------- | --------- |
| Arthur Fegbli        | Honda       |           |
| František Boček      | ČZ          |           |
| Dieter Krumpholz     | MZ          |           |
| Heinz Rosner         | MZ          |           |
| Jochen Leitert       | MZ          |           |
| Jürgen Lenk          | MZ          |           |
| Roland Rentzsch      | MZ          |           |
| Hans Georg Anscheidt | MZ-Kreidler |           |
| Walter Scheimann     | Honda       |           |
| Ramón Torras         | Bultaco     | Overleden |
| Bruno Spaggiari      | Ducati      |           |
| Giuseppe Visenzi     | Honda       |           |
| Hironori Matsushima  | Yamaha      |           |
| Yasuharu Yuzawa      | Honda       |           |
| Ginger Molloy        | Bultaco     |           |
| Bo Gehring           | Bultaco     | [ 1 ]     |
| Jeff Tate            | Honda       | [ 1 ]     |
| Rick Schell          | Honda       | [ 1 ]     |

### Top tien tussenstand 125cc-klasse
| Pos | Coureur         | Merk    | Pnt |
| --- | --------------- | ------- | --- |
| 1   | Hugh Anderson   | Suzuki  | 34  |
| 2   | Frank Perris    | Suzuki  | 20  |
| 3   | Ernst Degner    | Suzuki  | 15  |
| 4   | Derek Woodman   | MZ      | 12  |
| 5   | Phil Read       | Yamaha  | 8   |
| 6   | Luigi Taveri    | Honda   | 6   |
| 7   | Ramón Torras    | Bultaco | 4   |
| 7   | Mike Duff       | Yamaha  | 4   |
| 9   | Rick Schell     | Honda   | 3   |
| 9   | Bruno Spaggiari | Ducati  | 3   |

## 50 cc TT
Vrijdag 18 juni, drie ronden (182 km)
Op het eiland Man verloor het publiek steeds meer interesse voor de 50cc-klasse en dat was goed te merken. Luigi Taveri reed zijn Honda RC 114 op een nat circuit naar de overwinning vóór Hugh Anderson en Ernst Degner.
| Pos | Coureur          | Merk   | Tijd      | Pnt |
| --- | ---------------- | ------ | --------- | --- |
| 1   | Luigi Taveri     | Honda  | 1:25"15'6 | 8   |
| 2   | Hugh Anderson    | Suzuki | 1:26"08'8 | 6   |
| 3   | Ernst Degner     | Suzuki | 1:28"10'0 | 4   |
| 4   | Charlie Mates    | Honda  | 1:43"41'4 | 3   |
| 5   | Ian Plumridge    | Derbi  | 1:47"05'4 | 2   |
| 6   | Leslie Griffiths | Honda  | 1:50"43'0 | 1   |
| 7   | Jim Pink         | Honda  | 1:51"45'4 |     |
| 8   | B. Kettle        | Honda  | 1:15"35'2 |     |
| 9   | G. Ashton        | Honda  | 1:16"05'0 |     |
| 10  | K. Burgess       | Itom   | 1:25"50'2 |     |

| Coureur       | Merk    | Oorzaak |
| ------------- | ------- | ------- |
| Dave Simmonds | Tohatsu |         |
| Ralph Bryans  | Honda   |         |
| Michio Ichino | Suzuki  |         |
| Mitsuo Itoh   | Suzuki  |         |

| Coureur              | Merk     | Oorzaak |
| -------------------- | -------- | ------- |
| Barry Smith          | Derbi    |         |
| Hans Georg Anscheidt | Kreidler |         |
| Ángel Nieto          | Derbi    |         |
| José Maria Busquets  | Derbi    |         |
| Jacques Roca         | Derbi    |         |
| Akira Itoh           | Honda    |         |
| Haruo Koshino        | Suzuki   |         |
| Cees van Dongen      | Kreidler |         |
| Gastón Biscia        | Suzuki   |         |

### Top tien tussenstand 50cc-klasse
| Pos | Coureur              | Merk     | Pnt |
| --- | -------------------- | -------- | --- |
| 1   | Hugh Anderson        | Suzuki   | 25  |
| 2   | Luigi Taveri         | Honda    | 23  |
| 3   | Ralph Bryans         | Honda    | 22  |
| 4   | Ernst Degner         | Suzuki   | 16  |
| 5   | Mitsuo Itoh          | Suzuki   | 6   |
| 6   | Michio Ichino        | Suzuki   | 4   |
| 6   | José Maria Busquets  | Derbi    | 4   |
| 6   | Jacques Roca         | Derbi    | 4   |
| 9   | Hans Georg Anscheidt | Kreidler | 3   |
| 9   | Haruo Koshino        | Suzuki   | 3   |
| 9   | Charlie Mates        | Honda    | 3   |

## Sidecar TT
Maandag 14 juni, 3 ronden (182 km)
Op het Eiland Man vochten Max Deubel en Fritz Scheidegger een hard gevecht uit. Scheidegger nam de leiding, maar Deubel nam die in de tweede ronde over en won met een voorsprong van 14 seconden. Georg Auerbacher werd derde.
| Pos | Coureur               | Bakkenist        | Merk           | Tijd      | Pnt |
| --- | --------------------- | ---------------- | -------------- | --------- | --- |
| 1   | Max Deubel            | Emil Hörner      | BMW            | 1:14"59'8 | 8   |
| 2   | Fritz Scheidegger     | John Robinson    | BMW            | 1:15"13'8 | 6   |
| 3   | Georg Auerbacher      | Peter Rykers     | BMW            | 1:20"26'2 | 4   |
| 4   | Heinz Luthringshauser | Hermann Hahn     | BMW            | 1:20"45'6 | 3   |
| 5   | Chris Vincent         | Terry Harrison   | BSA            | 1:22"14'8 | 2   |
| 6   | Charlie Freeman       | Billie Nelson    | Norton         | 1:23"57'8 | 1   |
| 7   | Terry Vinicombe       | John Flaxman     | BSA            | 1:24"14'8 |     |
| 8   | N. Huntingford        | R. Linday        | Matchless      | 1:25"53'4 |     |
| 9   | Barry Thompson        | Richard Bradley  | BMW            | 1:27"57'4 |     |
| 10  | Arsenius Butscher     | Wolfgang Kalauch | BMW            | 1:27"58'4 |     |
| 11  | Maurice Tombs         | T. Tombs         | Triumph        | 1:28"10'8 |     |
| 12  | Maurice Candy         | R. du Pont       | Norton         | 1:29"51'8 |     |
| 13  | F. Breu               | D. Heinz         | BMW            | 1:32"11'8 |     |
| 14  | A. Baitup             | A. Diggle        | Triumph        | 1:32"35'8 |     |
| 15  | Malcolm Hobson        | Geoff Atkinson   | Triumph-Norton | 1:32"38'0 |     |
| 16  | D. Ajax               | M. Caley         | Norton         | 1:32"40'4 |     |
| 17  | Bill Copson           | H. Sunderland    | BSA            | 1:33"47'6 |     |
| 18  | Bill Boddice          | Eddie Bulgin     | BSA            | 1:34"33'0 |     |
| 19  | Mick Potter           | G. Stewart       | Triumph        | 1:35"42'0 |     |
| 20  | A. Digby              | J. Jackson       | Triumph        | 1:36"33'6 |     |

| Coureur           | Bakkenist       | Merk | Oorzaak |
| ----------------- | --------------- | ---- | ------- |
| Florian Camathias | Franz Ducret    | BMW  |         |
| Otto Kölle        | Heinz Marquardt | BMW  |         |
| Colin Seeley      | Wally Rawlings  | BMW  |         |
| Pip Harris        | John Thornton   | BMW  |         |

| Coureur           | Bakkenist       | Merk      | Oorzaak |
| ----------------- | --------------- | --------- | ------- |
| August Wolf       | Lothar Ronsdorf | BMW       |         |
| Fred Huber        | Josef Huber     | BMW       |         |
| Siegfried Schauzu | Horst Schneider | BMW       |         |
| Trevor Davies     | John Gauge      | Matchless |         |
| Giuseppe Dal-Toe  | Aldo Ramoli     | BMW       |         |

### Top tien tussenstand zijspanklasse
| Pos | Coureur               | Bakkenist        | Merk | Pnt |
| --- | --------------------- | ---------------- | ---- | --- |
| 1   | Fritz Scheidegger     | John Robinson    | BMW  | 26  |
| 2   | Max Deubel            | Emil Hörner      | BMW  | 20  |
| 3   | Georg Auerbacher      | Peter Rykers     | BMW  | 9   |
| 4   | Arsenius Butscher     | Wolfgang Kalauch | BMW  | 8   |
| 4   | Florian Camathias     | Franz Ducret     | BMW  | 8   |
| 6   | Siegfried Schauzu     | Horst Schneider  | BMW  | 6   |
| 7   | Otto Kölle            | Heinz Marquardt  | BMW  | 3   |
| 7   | August Wolf           | Lothar Ronsdorf  | BMW  | 3   |
| 7   | Barry Thompson        | Richard Bradley  | BMW  | 3   |
| 7   | Heinz Luthringshauser | Hermann Hahn     | BMW  | 3   |

## Trivia
Sarah's Cottage
In 1965 was de klim naar Sarah's Cottage bepalend voor het verloop van de Senior TT. Het regende en waaide hard en in de tweede ronde slipte en viel Giacomo Agostini met de MV Agusta 500 4C. Zijn teamgenoot Mike Hailwood viel er in de vierde ronde, maar kon zijn motorfiets weer rijdbaar maken. Met een gescheurde race-overall en een bloedneus kon hij verder racen, maar hij moest naar de pit om zijn motorfiets verder te laten repareren. Met nog slechts drie werkende cilinders won hij de race alsnog. Hij had zelfs nog twee minuten voorsprong op de tweede man, Joe Dunphy. Ook tijdens de Junior TT was Sarah's Cottage spelbreker voor het team van MV Agusta: Nu viel Hailwood daar uit met een defecte motor. In 1965 waren de MV Agusta's bijna onverslaanbaar, maar de rechter bocht bij Sarah's Cottage was hun grootste vijand.
Veel merken
Onder de eerste elf finishers van de Lightweight 250 cc TT waren elf merken. Alleen Aermacchi was twee keer vertegenwoordigd.
1907 · 1908 · 1909 · 1910 · 1911 · 1912 · 1913 · 1914 · Eerste Wereldoorlog · 1920 · 1921 · 1922 · 1923 · 1924 · 1925 · 1926 · 1927 · 1928 · 1929 · 1930 · 1931 · 1932 · 1933 · 1934 · 1935 · 1936 · 1937 · 1938 · 1939 · Tweede Wereldoorlog · 1947 · 1948 · 1949 · 1950 ·1951 · 1952 · 1953 · 1954 · 1955 · 1956 · 1957 · 1958 · 1959 · 1960 · 1961 · 1962 · 1963 · 1964 · 1965 · 1966 · 1967 · 1968 · 1969 · 1970 · 1971 · 1972 · 1973 · 1974 · 1975 · 1976 · 1977 · 1978 · 1979 · 1980 · 1981 · 1982 · 1983 · 1984 · 1985 · 1986 · 1987 · 1988 · 1989 · 1990 · 1991 · 1992 · 1993 · 1994 · 1995 · 1996 · 1997 · 1998 · 1999 · 2000 · 2002 · 2003 · 2004 · 2005 · 2006 · 2007 · 2008 · 2009 · 2010 · 2011 · 2012 · 2013 · 2014